# Skały Wernyhory

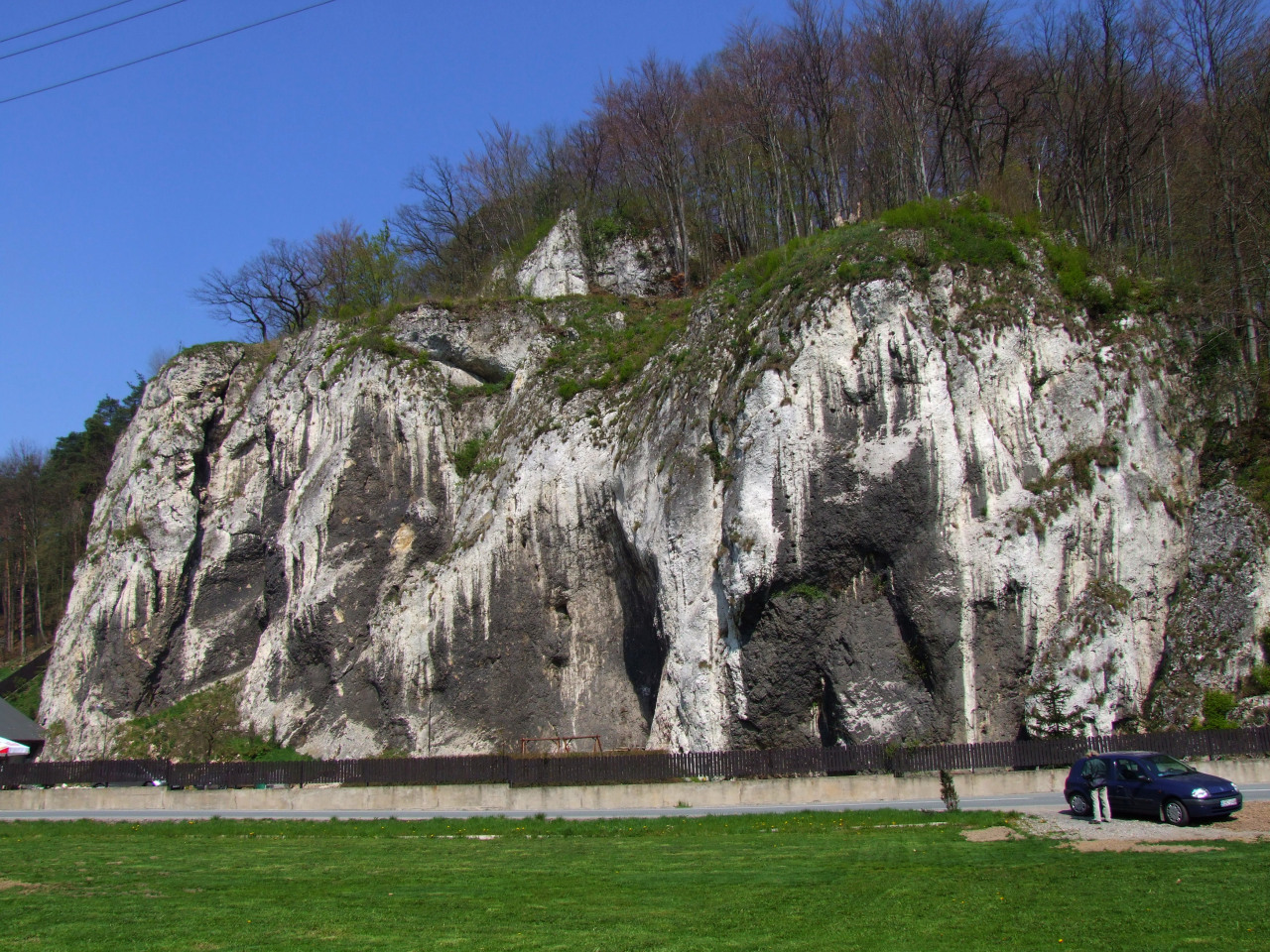
Skały Wernyhory

Skały Wernyhory – grupa skał wapiennych, położonych w dolinie Prądnika, w granicach administracyjnych Sułoszowej. Skały są położone bezpośrednio przy drodze wojewódzkiej nr 773, na odcinku pomiędzy Pieskową Skałą a Ojcowem, przy tzw. Młynie Natkańca. Stanowią punkt widokowy m.in. na zamek w Pieskowej Skale, a u ich stóp znajduje się zajazd „Werhyhora”.
Nazwa Skał pochodzi od imienia Wernyhory – legendarnego kozackiego wieszcza i lirnika.